# Cryphia chloris
Cryphia chloris là một loài bướm đêm trong họ Noctuidae.